# Aage Knudsen (violinist)
 Der er flere personer med dette navn, se Aage Knudsen.
Aage Fredberg Knudsen (9. september 1917 i Otterup – 12. maj 1990) var en dansk violinist og kgl. kapelmusikus.

## Baggrund og uddannelse
Knudsen havde ikke sit talent fra fremmede, for han blev født ind i en musikerfamilie i Otterup på Nordfyn, hvor hans far Christian Knudsen (1889-1988) og fire farbrødre alle var musikere. Han begyndte som elleveårig at spille til baller på Fyn og indgik snart i familieorkestret.
Han fik sin første undervisning af Peter "Musik" Hansen fra Emmelev (1887-1989) og blev i 1930 optaget på Det Fynske Musikkonservatorium, hvorfra han fik afgang 1938, men fortsatte som violinist i solistklassen, hvor han var færdiguddannet 1940. Knudsen var elev af konservatoriets stifter Martin Andersen (1886-1987).

## Karriere
Han debuterede som nittenårig i København, hvortil han flyttede permanent i 1942 for at modtage yderligere uddannelse hos violinpædagogen Ludvig Gunder og hos Erling Bloch. I hovedstaden blev han støttet af Richard Dahl Eriksen og fik pladser i nogle af datidens mange underholdningsorkestre.
Fra 1946 var Aage Knudsen assistent i Det Kongelige Kapel, hvor han fik fast plads i 1950. Han blev koncertmester for andenviolingruppen, hvilket han var i femogtyve år. Fra 1955 og ti år frem blev Kapellet udvidet i besætning, og Knudsen spillede en ikke uvæsentlig rolle i at fastholde kvaliteten i denne proces. I 1980 faldt han for aldersgrænsen, men fortsatte periodisk som barselsvikar. Først i 1989 ophørte hans tilknytning til Kapellet.

## Øvrigt virke og tillidsposter
Fra 1935 var Knudsen medlem af Det Fynske Kammerorkester, hvor han en periode var koncertmester. Også symfoniorkestrene i Randers og Odense samt Sjællands Symfoniorkester og Akademisk Orkester og Kor havde Knudsen samarbejder med. Han optrådte desuden som koncertmester i Helsingborg og Malmø symfoniorkestre.
Fra 1943 var han medlem af Dahl Eriksen-kvartetten bestående af Richard Dahl Eriksen (førsteviolin), Aage Knudsen (andenviolin), Richardt Hansen (bratsch) og Jarl Hansen (cello) med koncerter i bl.a. Odd Fellow Palæet den 5. marts 1945 med uropførelse af en strygekvartet af Niels Viggo Bentzon. Han var i hele dens levetid violinist i Niels Simon Christiansen-kvartetten, som foruden Aage Knudsen (andenviolin) og Niels Simon Christiansen (førsteviolin) bestod af Knud Åge Larsen (bratsch) og Børge Hansen (cello).
Aage Knudsen udforskede også kammermusikken sammen med landsretssagfører Wilfred Christensen samt Arne Svendsen, Sven Dorph, Adam Øigaard, Lars Grundt, Johan Poulsen og Elvi Henriksen.
Knudsen stod også for sammensætning af strygergrupperne for Mogens Wøldike ved drengekorets fredagskoncerter og de store oratorier i Holmens Kirke, Christiansborg Slotskirke og Vor Frue Kirke. Ved koncerterne i Odd Fellow Palæet var Knudsen fra 1946 til 1959 medvirkende til at sammensætte strygergruppen. Han arrangerede også orkestrale strygergrupper for bl.a. Arne Hammelboe, for Knud Vad i Sorø samt for Ib Glindemann.
Under Lavard Friisholms ledelse som dirigent deltog Knudsen ydermere i et stort antal opførelser af moderne musik for Det Unge Tonekunstnerselskabs Orkester (DUT) og 1944-78 for Collegium Musicum i København.
I 1973 blev han Ridder af Dannebrog.
1943 blev han gift med Tove Christiansen (16. juli 1919 - 2009).